# Dolomedes briangreenei
Nhện Brian khổng lồ (Danh pháp khoa học: Dolomedes briangreenei) là một loài nhện trong họ Pisauridae được tìm thấy ở Úc tại Queensland, chúng là loài mới được phát hiện năm 2016. Loài nhện Dolomedes briangreenei được đặt theo tên của giáo sư Brian Greene là giáo sư vật lý và toán học của Đại học Columbia, người đồng sáng lập Lễ hội khoa học thế giới nên loài nhện này còn được gọi ngắn gọn hơn là nhện Brian khổng lồ. Đây là loài nhện quý hiếm, có một không hai trên thế giới và chỉ có thể tìm thấy ở bang Queensland. 

## Đặc điểm

### Mô tả
Đây là loài nhện đặc hữu của Australia, chỉ được tìm thấy tại dòng chảy nước ngọt ở quanh Brisbane, thuộc bang Queenland, Australia. Dolomedes briangreenei có chân tương đối dài. Con đực có sọc trắng dày dọc hai bên đầu còn con cái có sọc hẹp màu nâu vàng, kích thước tương đương nhau, không có chênh lệch đáng kể. Có kích thước khổng lồ, to gần bằng bàn tay con người nhưng nhờ khả năng sử dụng những đôi chân dài một cách linh hoạt, tốc độ di chuyển của nhện Brian khổng lồ rất tốt. 

### Săn mồi
Không chỉ có kỹ năng bơi lội đỉnh cao, con nhện khổng lồ này còn có tài săn bắt cá. Đặc biệt nhện Brian khổng lồ có khả năng bơi lội, lướt đi trên mặt nước. Nhờ khả năng bơi lội, lướt trên nước bậc thầy mà nhện Brian khổng lồ còn là một thợ săn cá cừ khôi. Chúng cảm nhận các tần sóng thay đổi qua những sợi lông chân và kết hợp cảm nhận đó với những xung động trên bề mặt nước để định vị con mồi.
Nhện Brian khổng lồ có một sự kiên nhẫn đáng nể, nó có thể chờ đợi dưới nước hàng tiếng đồng hồ chỉ để phục kích, tìm kiếm con mồi. Những con mồi ưa thích của chúng là côn trùng hoặc những con cá, ếch, nhái có kích cỡ nhỏ. Tuy vậy, trong thực tế, nhện Brian khổng lồ có thể ăn tươi nuốt sống một con cóc mía có kích thước to gấp 3 lần nó. Loài nhện này là sát thủ động vật nhưng lại không gây hại cho con người. Robert Raven bị nhện Brian khổng lồ cắn nhưng không có gì đặc biệt nguy hiểm xảy ra. 